# Pál Maléter
Pál Maléter (ur. 4 września 1917 w Preszowie, zm. 16 czerwca 1958 w Budapeszcie) – węgierski wojskowy, minister obrony Węgier i dowódca oddziałów powstańczych w czasie powstania węgierskiego w 1956 roku.

## Życiorys
Przez dwa lata studiował medycynę na Uniwersytecie Karola, w 1939 roku przeniósł się do Budapesztu, gdzie kontynuował studia. Studiów medycznych nie ukończył z powodów finansowych, następnie zgłosił się do węgierskiego wojska.
W 1943 roku ukończył studia w Akademii Wojskowej Cesarzowej Ludwiki, rok później został wzięty do niewoli na froncie wschodnim. Zadeklarował wówczas chęć walki z Niemcami. Ukończył szkołę partyzancką NKWD i został przerzucony na drugą stronę frontu, gdzie wstąpił do komunistycznej partyzantki działającej w Siedmiogrodzie. W 1945 roku wstąpił do Komunistycznej Partii Węgier. Po wojnie był oficerem zawodowym w stopniu pułkownika.
Dowódca wojskowy w powstaniu w 1956 roku, do którego przyłączył się 24 października, jako pierwszy wyższy rangą oficer armii węgierskiej. Zorganizował centralne dowodzenie sił powstańczych w stolicy. Mianowany generałem i ministrem obrony w rządzie Imre Nagy’a. 3 listopada 1956 roku stanął na czele węgierskiej delegacji – prowadził negocjacje z wojskowymi radzieckimi na temat wycofania oddziałów radzieckich z Węgier. 4 listopada tegoż roku został aresztowany przez Rosjan i uwięziony. Aresztowania dokonał generał Iwan Sierow, szef KGB. Po stłumieniu powstania został skazany na karę śmierci i powieszony razem z Imre Nagy’em w więzieniu w Budapeszcie.
Jego jedynym synem był Pal Maléter II (Paul Maleter), architekt mieszkający w Stanach Zjednoczonych.